# São João da Talha
São João da Talha – dawna parafia (freguesia) Loures i jednocześnie miejscowość w Portugalii. W 2011 zamieszkiwało ją 17 252 mieszkańców, na obszarze 6,43 km². od 2013 należy do parafii Santa Iria de Azoia, São João da Talha e Bobadela.